# Leonhard Weber (Theologe)
Leonhard Maria Weber (* 12. Februar 1912 in Belfaux, Kanton Freiburg; † 16. Dezember 1969 in München) war ein Schweizer römisch-katholischer Theologe und Hochschullehrer. Er lehrte 1966–1969 als ordentlicher Professor für Pastoraltheologie und Katechetik an der LMU München.

## Leben
Leonhard Maria Weber wurde als Sohn von Johann Leonhard Weber und Maria Franziska Weber (geb. Kündig) geboren. Nach einem Studium der Philosophie und Theologie an der Theologischen Fakultät der Universität Fribourg/Schweiz wurde er 1938 in Solothurn zum Priester geweiht. Von 1938 bis 1940 war er als Vikar in Basel tätig. Im Jahr 1943 wurde er in Fribourg zum Dr. theol. promoviert. Von 1943 bis 1951 arbeitete er als Religionslehrer an der Kantonsschule und Dozent für Moraltheologie am Priesterseminar in Solothurn. 1951 übernahm dort als Regens die Leitung. In der gleichen Zeit war er als Dozent für ärztliche Berufsethik an der Naturwissenschaftlichen Fakultät der Universität Fribourg tätig. Ab dem Jahr 1966 lehrte er bis zu seinem Tod 1969 als ordentlicher Professor für Pastoraltheologie und Katechetik an der LMU München.

## Werke (Auswahl)
Als Autor
- Hauptfragen der Moraltheologie Gregors des Großen. Ein Bild altchristlicher Lebensführung (Paradosis I). Freiburg (Schweiz) 1947 (Diss.).
- Mysterium magnum. Zur innerkirchlichen Diskussion um Ehe, Geschlecht und Jungfräulichkeit (= Questiones Disputatae, Band 19), Freiburg 1964, ²1965.
- Ehenot-Ehegnade. Handreichung zur priesterlichen Heilssorge an Eheleuten (= Schriftenreihe für zeitgemässe Seelsorge, Band 1), Freiburg i. Br. 1965.
- zusammen mit Josef Duss-von Werdt: Gewissensfreiheit? (= Probleme praktischer Theologie, Band 2), Mainz 1967.
- Hansjörg Schild (Hrsg.): Pastorale Impulse. Aufsätze und Vorträge. Herder, Freiburg (im Breisgau), Basel, Wien 1971 (Geleitwort von Alois Müller).

Als Herausgeber
- zusammen mit Franz Xaver Arnold, Karl Rahner und Viktor Schurr: Handbuch der Pastoraltheologie. Praktische Theologie der Kirche in ihrer Gegenwart. 6 Bände, Freiburg 1964–1972.
- zusammen mit Albert Görres: Probleme der praktischen Theologie. Festgabe zum 60. Geburtstag von Josef Maria Reuss. Matthias-Grünewald-Verlag, Mainz 1967.